# Erbray
Erbray är en kommun i departementet Loire-Atlantique i regionen Pays de la Loire i nordvästra Frankrike. Kommunen ligger i kantonen Saint-Julien-de-Vouvantes som tillhör arrondissementet Châteaubriant. År 2022 hade Erbray 3 062 invånare.

## Befolkningsutveckling
Antalet invånare i kommunen Erbray
| Referens: INSEE |